# Suchý mlýn
Suchý (též Bozděchův) mlýn je vodní mlýn na horní náhon na Černém potoce v blízkosti Unhoště v okrese Kladno.

## Historie
Mlýn patřil až do roku 1675 unhošťské obci. V roce 1800 je zde zmiňován mlynář Konvalinka, jehož pozůstalost včetně mlýna šla do dražby roku 1838. V roce 1840 pak ve mlýně hospodařili Jan a Antonín Tyl. Od roku 1857 (1870) mlýn vlastnila rodina Bozděchova (do této rodiny patřil mj. dramaturg Prozatímního divadla v Praze Emanuel Bozděch a také Ludmila Bozděchová, osobní sekretářka cestovatele Emila Holuba v Africe a první žena zaměstnaná v tehdejším Rakousku-Uhersku jako poštovní úřednice). V roce 1869 celý objekt mlýna, kromě obytného stavení, kompletně vyhořel.
V letech 1893-1900 zde pobývala na letním bytě Renáta Tyršová, vdova po zakladateli Sokola Miroslavu Tyršovi, se svojí matkou Kateřinou Fügnerovou, manželkou Jindřicha Fügnera.
Mlýn byl v provozu až do roku 1920. V roce 1930 je jako majitel objektu uveden Antonín Bozděch, který zde provozoval šrotovník.

## Architektura a vybavení
Mlýn je tvořen několika budovami a prostorným dvorem. Je částečně rekonstruován. Ve mlýně se nezachovaly žádné původní technologie. V současné době (2020) je mlýn v soukromém vlastnictví rodiny Bozděchových a je veřejnosti nepřístupný.

## Galerie

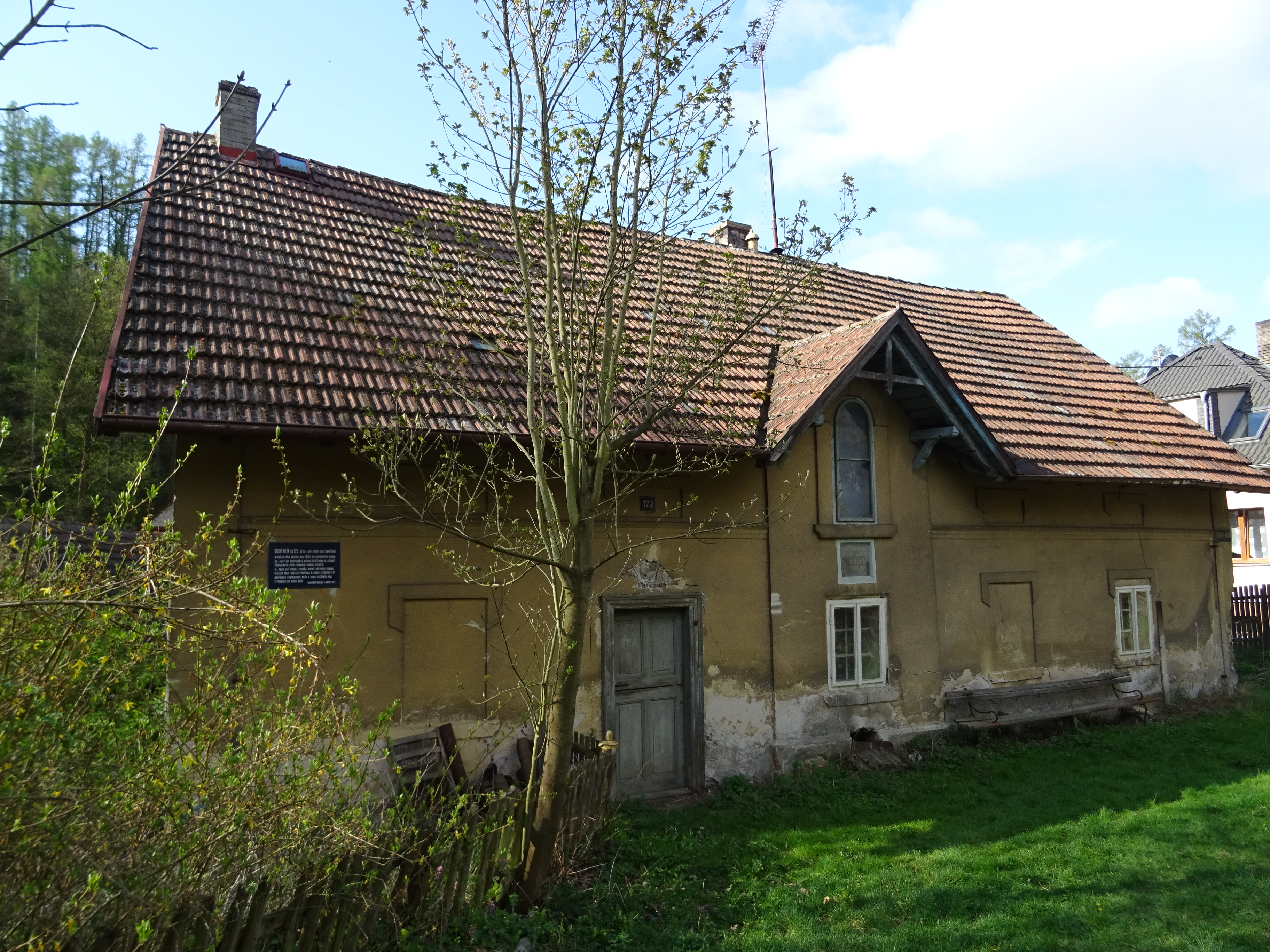
Pohled na areál mlýna
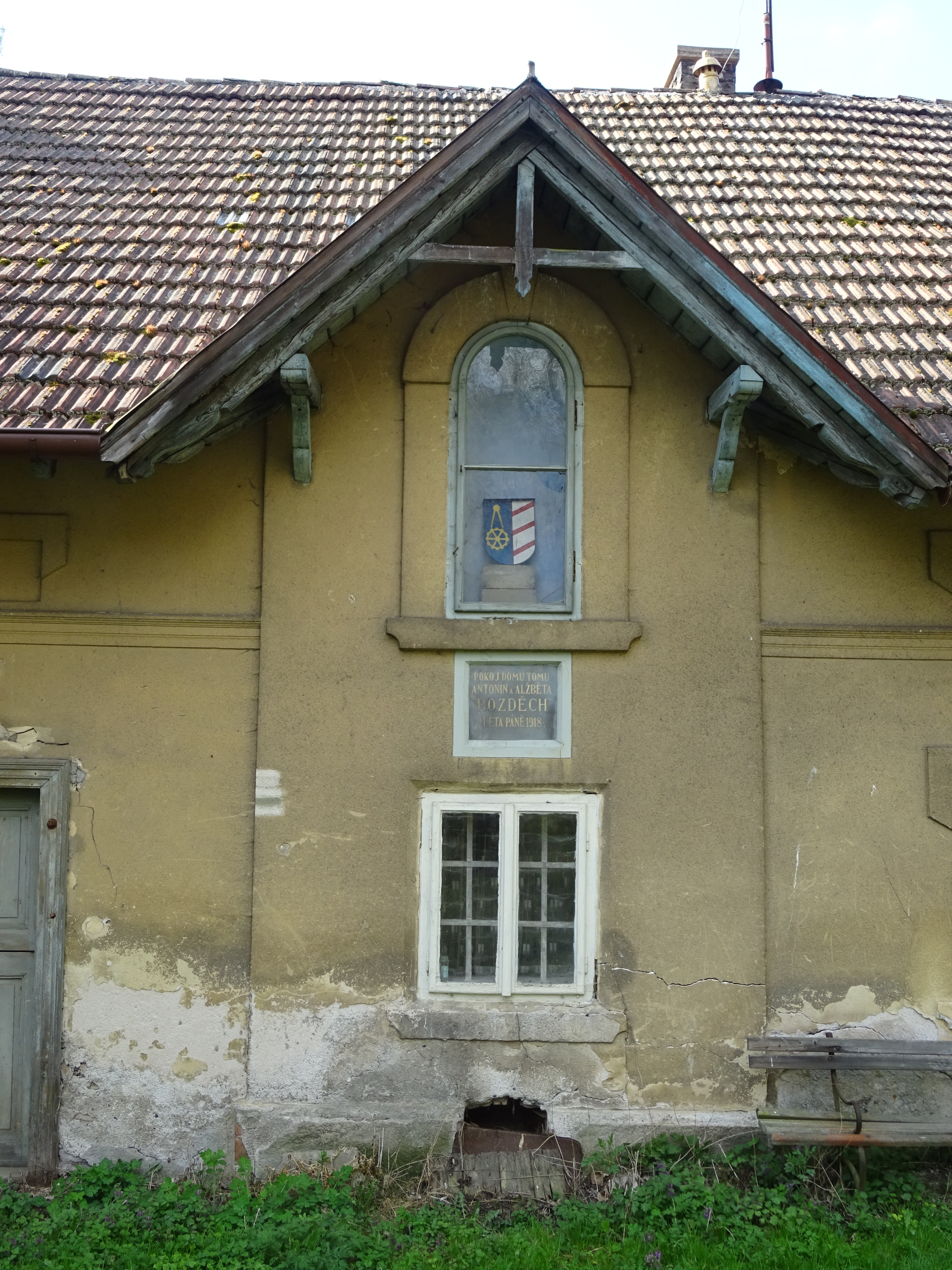
Domovní štít s mlynářským znakem
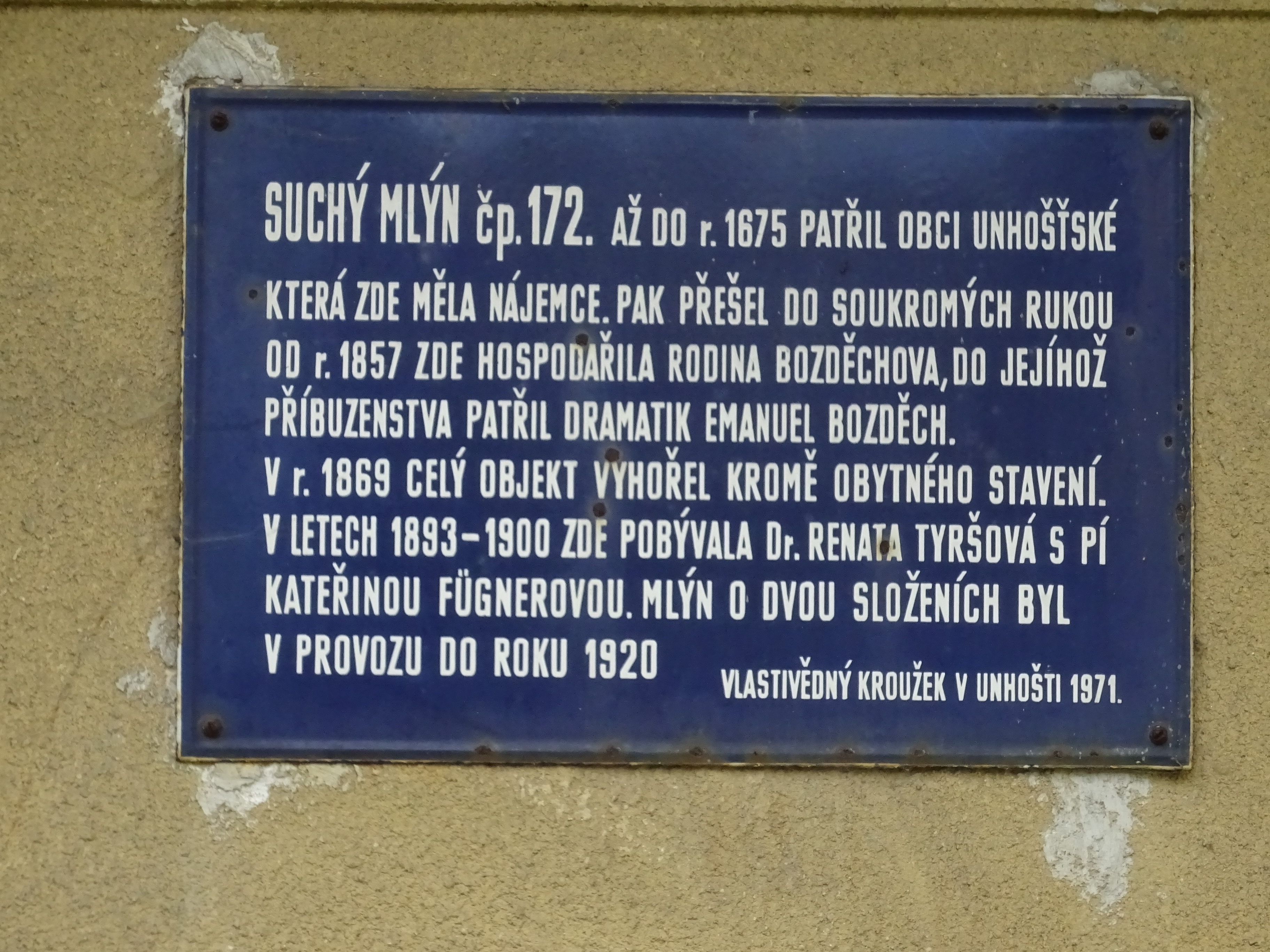
Infotabule s historií mlýna